# 안샤르

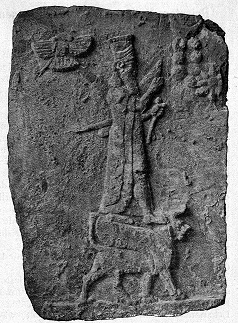
안샤르가 소 위에 서 있는 모습. 고대 앗수르 앗시리아 수도에서 발굴.

안샤르(Anshar, Anshur)는 아카드 신화에서 안샤르 (혹은 안슈르)는 하늘의 중심 또는 축이란 이름의 뜻을 가진 천신이다. 그는 누이인 키샤르의 남편이었다. 그들은 천상 (안)과 지상 (키)을 대표하였다. 둘 다 신계의 2세대로; 그들의 부모는 큰 뱀인 라흐무와 라하무였고 그들의 조부모는 티아마트와 압주였다. 그들은 또 다른 천신인 아누의 부모이기도 하다. 사르곤 2세의 치세(the Neo-Assyrian period)에 앗시리아 인들은 에누마 엘리시 버전 속에 안사르를 아수르(Aššur)와 동일 시 하였고 그를 신들 중 최고의 신으로 여기기도 했다. 이 신화에서 안샤르의 배우자는 닌릴이었다. 또한 네오- 바빌로니아 우르크 시대에는 안샤르를 아누(Anu)와 동일시 했다. 이곳에서 키샤르는 안투(Antu)로 명명되었다.